# Centro Histórico de João Pessoa
O Centro Histórico de João Pessoa está localizado nos bairros do Centro, Róger, Jaguaribe, Tambiá e Varadouro, na cidade de João Pessoa, capital do estado da Paraíba. Foi reconhecido como patrimônio histórico nacional em dezembro de 2007.

## Histórico
Terceira capital mais antiga do Brasil, João Pessoa surgiu em 1585, às margens do Rio Sanhauá, como "Cidade Real de Nossa Senhora das Neves". Em 1588, a cidade adquiriu o nome de "Filipeia de Nossa Senhora das Neves", em homenagem ao rei Filipe, que, na época, acumulava os tronos da Espanha e de Portugal. Durante a ocupação holandesa foi chamada Frederikstad, e foi uma das duas principais cidades da Nova Holanda, junto com Mauritsstadt (a atual Recife), na segunda metade do século XVII. Possui antigo e vasto patrimônio histórico, similar ao de Olinda. A denominação de João Pessoa foi aprovada em  setembro de 1930 como uma homenagem ao político paraibano homônimo, assassinado em 26 de julho de 1930, na Confeitaria Glória, em Recife, por João Duarte Dantas (1888 – 1930), quando era governador da Paraíba e candidato a vice-presidente na chapa de Getúlio Vargas.
São tombados 37 hectares de área e estimadas cerca de 700 edificações, além de ruas, praças e parques históricos que integrem esse conjunto, compreendendo a maior parte dos bairros do Varadouro e do Centro da cidade. Suas edificações compõem um cenário de diferentes estilos e épocas cheio de sobrados, praças, casarios coloniais e igrejas seculares, sendo considerado o principal acervo arquitetônico da Paraíba, relatando as diversas fases da história local, e um dos maiores e mais importantes sítios históricos do Brasil.
A área delimitada possui bens que representam vários períodos da história de João Pessoa, a exemplo do barroco da Igreja da Ordem Terceira de São Francisco; do rococó da Igreja de Nossa Senhora do Carmo; do estilo maneirista da Igreja da Misericórdia, todas do século XVII; da arquitetura colonial e eclética do casario civil, além do art-nouveau e o art-déco, das décadas de 20 e 30, predominantes na Praça Antenor Navarro e no antigo Hotel Globo, hoje transformado em centro cultural.
Em meio a casarões coloniais e edificações com características barrocas, também destaca-se o conjunto arquitetônico da Igreja de São Francisco e do Convento de Santo Antônio. Administrada no passado por frades franciscanos, a Igreja de São Francisco possui adro com azulejos portugueses representando as estações da Paixão de Cristo. À esquerda da igreja está a Capela Dourada, com imagem de Santo Antônio e talhas revestidas de ouro. No pátio externo, encontra-se um imenso cruzeiro de pedra calcária, sendo considerado o maior monumento em estilo barroco da América Latina.
Na Praça João Pessoa está localizado o edifício da Assembleia Legislativa, em arquitetura bem moderna, contrastando com a antiguidade do Palácio da Redenção (sede do Governo do Estado) e do Palácio da Justiça (sede do Tribunal de Justiça da Paraíba). Na praça também está situado o prédio da antiga Faculdade de Direito, local de muitos acontecimentos históricos e políticos, que se destaca pela sua bela arquitetura.
A Praça Rio Branco, é uma praça histórica da cidade de João Pessoa, durante a restauração foi descoberto que antigamente funcionou um pelourinho no local, que funcionou entre os séculos XVI e XVII. Naquela época a praça era muito movimentada pelos eventos públicos como venda, açoites de escravos, enforcamentos e pronunciamentos oficiais na época da Colônia e do Império. Foi encontrada também, ossada humana e animal, restos de ostras, vários pedaços de garrafas de vidros e de louças portuguesas de porcelanas dos século XVII e XVIII. A base das casas era de calcário - o calcário era tão bom que os holandeses comparavam com o mármore português-; em uma das casas foi localizado um porão, em outra foi localizada um antigo açougue-O primeiro açougue da Paraíba-, e uma edificação que abrigou uma barbearia da época.
Já na Praça Pedro Américo encontra-se o Teatro Santa Roza, inaugurado em 1889, é em estilo barroco com fachada greco-romana e um dos teatros mais antigos do Brasil.

## Edifícios religiosos
No Centro Histórico de João Pessoa estão situados edifícios religiosos como a Igreja de São Francisco, o Convento e Igreja de Nossa Senhora do Carmo, a Catedral Basílica de Nossa Senhora das Neves, a Igreja de São Frei Pedro Gonçalves, o Mosteiro de São Bento, a Igreja da Misericórdia, a Igreja de Santa Teresa de Jesus da Ordem Terceira do Carmo, a Igreja de Nossa Senhora de Lourdes e a Primeira Igreja Batista.

## Praças Históricas
No Município de João Pessoa possui muitas praças históricas, como a Praça Dom Ulrico possui em sua composição arquitetônica vários artigos de origem estrangeira que dão charme e agregam elegância a sua ambientação. No centro da Praça, observa-se um pedestal com a imagem de Nossa Senhora de Lourdes, datada de 11 de fevereiro de 1922, cercada por um gradil de ferro, trazida da França pelo Monsenhor Francisco de Assis Albuquerque. Encontra-se também um marco de pedra, que marca 43 metros de altura, acima do nível do mar, que foi colocado pelo Instituto Histórico e Geográfico do Rio Grande do Norte em 1922.
A Praça Rio Branco, é uma praça histórica, já funcionou o centro administrativo e sede da Capitania Real da Parahyba; Conhecida, na época, como Largo do Erário, a área abrigava a Câmara, a Cadeia Pública, o Mercado Público, a Repartição dos Correios, o Erário Público, a casa do Capitão-mor (mandatário da Capitania), o primeiro açougue da Capitania da Parahyba e o Pelourinho; que funcionou entre os séculos XVI e XVII, na época da Colônia e do Império.
A praça Vidal de Negreiros aparece no contexto social de João Pessoa, quando começou a haver a confluência de três linhas de bondes elétricos, que serviam a população interligando os bairros Varadouro, Trincheiras e Tambiá. Devido a atividade desenvolvida, a praça começou a ser chamada de Ponto de Cem Réis, por causa do hábito dos condutores do bonde de gritar o valor das passagens. Possui forte presença de empreendimentos comerciais e edificações históricas. Dentre elas, o  Paraíba Palace, Tombado pelo Instituto do Patrimônio Histórico e Artístico do Estado da Paraíba (IPHAEP), possui estilo art-noveau, pintado num amarelo marcante, é o único exemplar da arquitetura veneziana da capital paraibana.
Na praça da independência, os ideais republicanos influenciaram o projeto arquitetônico do local e, por isso, cada elemento do local guarda um significado: os bancos, originalmente em número de cem (para cada ano do Centenário), o quadrante em referência às quatro regiões geográficas do País à época (em 1922 O Brasil possuía 4 regiões, pois o nordeste fazia parte da região Norte) e o obelisco, escolhido para simbolizar a luta pela Independência. Já os caminhos que cruzam a praça em X, reverenciam a bandeira da Inglaterra, berço do pensamento libertário. O logradouro tem grande valor simbólico para a capital do estado por representar a urbanização da capital em direção à orla marítima.